# If I Never See Your Face Again
«If I Never See Your Face Again» — четвертий сингл американського гурту Maroon 5 із їхнього другого студійного альбому It Won't Be Soon Before Long 2007 року. Як сингл вийшов дует групи із R&B-виконавицею Ріанною, який не присутній в альбомі, але ввійшов у його перевидання, а також у перевидання альбому Ріанни Good Girl Gone Bad.

## Інформація про пісню
Оригінальна версія «If I Never See Your Face Again» з'явилася на альбомі без вокалу Ріанни, але Maroon 5 захотіли «спробувати щось нове». Учасники Maroon 5 були знайомі із Ріанною і попросили її взяти участь у новій версії пісні, яка має перетворитися в дует в стилі «битви статей». В одному із інтерв'ю Адам Левін заявив, что в пісні «присутня магія, якщо в ній є ця хімія, то більше ні про що не треба хвилюватися».
Ріанна заявила, що для неї стало «честю» бути запрошеною Maroon 5, які є однією із її улюблених груп; пісня стала єдиним дуетом, який ввійшов в перевидання альбому Good Girl Gone Bad.
«If I Never See Your Face Again» з'явилася в радіоефірі США 13 травня 2008 року.
Пісня отримала номінацію на «Греммі» 2009 в категорії найкраще сумісне вокальне поп-виконання.

## Відеокліп
Відеокліп був знятий 23 квітня 2008 року Ентоні Мендлером. Ґардіан охарактеризував стилістику відео як «ультрагламур» кінця 70-х — початку 80-х років і «воістину стильним і гарним» видовищем, а також позначив вбрання Ріанни й інтер'єр у кліпі. Прем'єра кліпу відбулась 13 травня 2008 року.

## Список композицій
| європейський сингл | європейський сингл                                           | європейський сингл |
| #                  | Назва                                                        | Тривалість         |
| ------------------ | ------------------------------------------------------------ | ------------------ |
| 1.                 | «If I Never See Your Face Again»                             | 3:19               |
| 2.                 | «If I Never See Your Face Again» (Paul Oakenfold Remix Edit) | 3:30               |

| iTunes - стандартне видання | iTunes - стандартне видання                      | iTunes - стандартне видання |
| #                           | Назва                                            | Тривалість                  |
| --------------------------- | ------------------------------------------------ | --------------------------- |
| 1.                          | «If I Never See Your Face Again» (feat. Rihanna) | 3:18                        |

| EP (Австралія і Нова Зеландія) | EP (Австралія і Нова Зеландія)                                | EP (Австралія і Нова Зеландія) |
| #                              | Назва                                                         | Тривалість                     |
| ------------------------------ | ------------------------------------------------------------- | ------------------------------ |
| 1.                             | «If I Never See Your Face Again»                              | 3:19                           |
| 2.                             | «If I Never See Your Face Again» (Paul Oakenfold Remix Edit)  | 3:30                           |
| 3.                             | «If I Never See Your Face Again» (Live from MSN Control Room) | 4:11                           |

## Критика
Журнал Billboard високо оцінив вокали Адама Левіна і Ріанни «однаково фотогенічними, такими, що борються одне з одним, сексуальними та елегантними…».

## Чарти
| Країна          | Найвищий результат |
| --------------- | ------------------ |
| Австралія       | 11                 |
| Австрія         | 54                 |
| Велика Британія | 28                 |
| Данія           | 31                 |
| Ірландія        | 16                 |
| Італія          | 15                 |
| Канада          | 12                 |
| Нідерланди      | 11                 |
| Нова Зеландія   | 21                 |
| США             | 51                 |
| Швейцарія       | 52                 |
| Японія          | 97                 |